# Sekere
A sekere afrikai eredetű idiofon hangszer. Egy kiszárított lopótökből készül, melyen egy laza szövésű hálóra felfűzött magvak koccanásai, surrogásai adnak hangot. A nyugat-afrikai mandinkáknál a neve djabara, Ghánában lilolo, axatse, a nigériai hauszáknál shekere. Kubában, Brazíliában az afro-kubai illetve az afro-brazil zene fontos hangszere. Latin-amerikai elnevezései: afuche – afoxê, cabasa – cabaça.
Készítéséhez olyan kb. 20-25 cm átmérőjű tököt választanak, melynek a szára felőli végén fogantyúszerű nyúlványa van. Ha tökéletesen kiszáradt, a száránál levágják a végét, és az így létrejött lyukon át eltávolítják a benne lévő magvakat és a húsából visszamaradt száraz, rostos anyagot. Laza, ritka hálót szőnek a teste köré, amelyre üregesre kiszáradt, kemény héjú, átfúrt magvakat fűznek fel. Létezik olyan változata is, amikor a hálót a gyöngyökkel egy tálszerűen félbevágott nagyobb tökhéjra fűzik fel.
Sokoldalúan használható ritmushangszer, legtöbbször a fogantyúszerű részét a bal kézbe fogva jobb kézzel ütögetik, ilyenkor kemény, csörgő hangja van, vagy a hálót cibálják, forgatják a tök felületén, hogy a güiróhoz hasonló surrogó hangot adjon. Lehet egyszerűen maracas módjára rázni is, néha látványosan fel-feldobják a levegőbe, és ritmusra elkapják.

## Külső hivatkozások
- sekere.com (angol)
- Make A Shakere Honlap a sekere készítéséről, bőséges illusztrációkkal (angol)